# 交響曲第3番 (ラフ)
交響曲第3番ヘ長調「森の中で」作品153（ドイツ語: Im Walde. Sinfonie Nr.3 F-dur）は、ヨアヒム・ラフの3番目に出版された交響曲。

## 概要
1869年にヴィースバーデンで作曲、1870年の復活祭の日にワイマールで初演された。この作品でラフは交響曲作曲家としての名声を獲得し、交響曲第5番「レノーレ」とともに、彼の一生を通じて最も成功し、頻繁に演奏される作品の一つとなった。アメリカの評論家はこの作品を「現代の最高の交響曲」と評し、ハンス・フォン・ビューローは、この作品の成功を「並外れたもの」と述べている。
ベートーヴェンの交響曲第6番「田園」と同じくヘ長調をとり、森での気分や情景を暗示する題が各楽章に付された標題交響曲である。ラフは、生粋のロマン主義者として自然に深く触発されていた（彼の9つの標題交響曲のうち、6つが何らかの形で自然に関連しており、他の多くの作品も同様である）と同時に、ドイツに暮らす者として、この国の木々や森（ドイツの森）に特別な感慨を抱いていた。
1871年にライプツィヒで出版。演奏時間は約45分。

## 楽器編成
ピッコロ、フルート2、オーボエ2、変ロ調クラリネット2、ファゴット2、フレンチホルン4、トランペット2、トロンボーン3、ティンパニ、トライアングル、弦五部。

## 楽曲構成
交響曲第5番と同様に、3つの部分、4つの楽章から構成されている。
第1部　昼（I.Abtheilung: Am Tage）
- 第1楽章「印象と感情」（Eindrücke und Empfindungen）

第1主題は旅人を表現している。第2主題はホルンの二重奏で提示される。アレグロ、ヘ長調、3/4拍子。ソナタ形式。ホルンの呼び声で始まる短い序奏に続き、符点リズムや三連符を多く含む第一主題が弦楽器によって生き生きと奏し出される。変ロ長調の第二主題はpoco più mossoで大らかに提示され、8/9拍子の小結尾が提示部を締めくくる。展開部を経て、第一主題が強奏で再現されて再現部に入り、各主題を活用した大規模なコーダで楽章を閉じる。
第2部　夕暮れ（II.Abtheilung: In der Dämmerung）
緩徐楽章とスケルツォに相当する。
- 第2楽章「夢」（A. Träumerei）

ラルゴ、変イ長調、2/4拍子。三部形式。クラリネットをはじめとして、木管楽器の独奏が効果的に用いられる。安定した雰囲気でゆったりと歌う主部に対して、ホ長調の中間部はやや動きを増し短いクライマックスを築く。
- 第3楽章「木の妖精の踊り」（B. Tanz der Dryaden）

アレグロ・アッサイ、ニ短調、3/4拍子。三部形式。メンデルスゾーン風の軽快なスケルツォで、ここでも木管楽器が活躍する。イ長調のトリオではなだらかな旋律の上でヴァイオリンのフラジオレットが幻想的な響きを作り出す。スケルツォが回帰した後のコーダでは、「夢」の楽章の主題がスケルツォの楽想と重ね合わされる。
第3部　夜（III.Abtheilung: Nachts）
- 第4楽章「森の中の静けさ。ホレおばさんとヴォータンの狩りへの出発。夜明け」（Stilles Weben der Nacht im Walde. Einzug und Auszug der wilden Jagd mit Frau Holle (Hulda) und Wotan. Anbruch des Tages.）

アレグロ、ヘ長調、4/4拍子。自由なソナタ形式。弦楽器の静かなフーガで始まり、行進曲風の主部に入ると次々と多様な楽想が提示され、妖怪や精霊たちの狩り（ワイルドハント）が色彩豊かな管弦楽法で描かれる。コーダではフーガ主題が伸びやかに回帰し、最後に第1楽章の第2主題が再現して、太陽が昇ったことが表現される。